# Ókubo Acusi
Ókubo Acusi (大久保 篤; Hepburn: Ōkubo Atsushi vagy Ohkubo Atsushi), japán manga- és fantázia-művész, aki a Soul Eater című mangája révén vált ismertté, melyből később animesorozat is készült. Ókubo Ajamine Rando asszisztenseként dolgozott a Get Backers című mangasorozaton és a Lord of Vermillion című játékhoz is rajzolt számos kártyát, illetve a Bravely Default videójátékhoz is megalkotott több szereplőt.

## Pályafutása
Ókubo Acusi nem volt mintadiák, a rajzolás jobban vonzotta a tanulásnál. 20 évesen fejezte be tanulmányait a mangaiskolában, ahol Ajamine Randóval is megismerkedett. Két évig Ajamine asszisztenseként dolgozott. Végül megnyerte a Square Enix Gekkan Sónen Gangan magazinjának versenyét első önálló mangájával, a B. Icsivel, melyet négy kötetben publikáltak. Ezután kezdte el írni a számára világsikert hozó Soul Eatert szintén a Gangan magazin számára, a manga 2004-től 2013-ig futott és 25 kötetet ért meg. 2011-ben kezdte készíteni a Soul Eater spin-off-mangáját Soul Eater Not! címmel, mely 2014-ig futott és 5 kötetet ért meg. 2015-től készíti Enen no sóbótai (angol nyelvterületen Fire Force) című mangáját, mely a Súkan Sónen Magazine-ban jelenik meg, és ez Ókubo első heti gyakorisággal megjelenő mangája.

## Munkái
- Get Backers (1999) – asszisztensként Ajamine Rando mellett[2]
- B. Icsi (2001–2002) – író, rajzoló
- Soul Eater (2004–2013) – író, rajzoló
  - Soul Eater Not! (2011–2014) – író, rajzoló
- Enen no sóbótai (2015–) – író, rajzoló

## Kisebb asszisztensi munkái
- Tomojuki Maru (Tripeace)
- Siozava Takatosi  (FULL MOON)
- Kato Takudzsi  (The Unusual Front)
- Tonogai Josiki (Doubt)

## Fordítás
- Ez a szócikk részben vagy egészben  az   Atsushi Ōkubo című angol Wikipédia-szócikk ezen változatának fordításán alapul.  Az eredeti cikk szerkesztőit annak laptörténete sorolja fel. Ez a jelzés csupán a megfogalmazás eredetét és a szerzői jogokat jelzi, nem szolgál a cikkben szereplő információk forrásmegjelöléseként.